# 松岡城 (摂津国)
松岡城（まつおかじょう）は、摂津国（兵庫県神戸市須磨区大手町先）にあったとされる南北朝時代の日本の城（山城）。しかし城郭のような構えはなく、丘の地形と自生していた笹を生かした砦に近い簡素なものであった。

## 概要
観応の擾乱の際に足利直義との戦いで敗れた兄の足利尊氏は、参謀である高師直・高師泰を引きつれこの城に逃げてきた記録が残っている。